# Jo (Sängerin)
Ioana Bianca Anuța (* 29. August 1994 in Slatina), bekannt unter den Namen Jo, ist eine rumänische Sängerin und TV-Moderatorin.

## Leben
Ioana Bianca Anuța absolvierte in Slatina das Gymnasium „Radu Greceanu“ mit zweisprachigem Profil. Im Alter von 13 Jahren begann sie, Unterricht in Musiktheorie und Gesang zu nehmen. Nach dem Schulabschluss studierte sie Schauspiel an der Universität „Hyperion“ in Bukarest.

## Karriere
Ihre musikalischen Anfänge fallen mit der Gründung der alternativen Teenager-Rockband X-plod zusammen. Etwa 3 Jahre lang war Anuța Leadsängerin der Band und nahm an zahlreichen Musikwettbewerben teil. Im Jahr 2009 nahm sie am Finale der Junior Eurovision Song Contest Romania mit dem Lied Ai Puterea în Mâna Ta. 2012 war sie Teilnehmerin der TV-Show X Factor und belegte im Finale den zweiten Platz. Anuța war eine Schülerin von Dan Bittman.
Nach ihren Erfahrungen bei „X Factor“ nahm Ioana Anuța den Künstlernamen „Jo“ an und arbeitete mit anderen rumänischen Musikkünstlern in der Sendung „Te cunosc de undeva“ zusammen. Ab Sommer 2013 moderierte sie Unterhaltungssendung Vara pe val auf TVR. Im Jahr 2014 arbeitet Anuța mit UDDI für die Single Lasă-mă pe mine (Lass mich) zusammen. Ebenfalls 2014 veröffentlichte sie Dragoste nebună (Verrückte Liebe). 2015 veröffentlicht sie mit Randi ihre erste Solo-Single Șoapte (Flüstern). Im gleichen Jahr erschien Până vara viitoare (Bis zum nächsten Sommer)
2019 wirkte sie am Soundtrack der rumänischen Netflix-Serie La mulți ani Spirit mit. Anuța ist bei Cat Music unter Vertrag.

## Diskografie
- 2013: Înapoi (feat. Juju)
- 2013: Nimeni (feat. Ovi)
- 2014: Lasă-mă pe mine (feat. UDDI)
- 2014: Dragoste nebună (feat. Dorian Popa)
- 2014: Minciuna (feat. Bibanu MixXL)
- 2015: Șoapte
- 2015: Până vara viitoare  (feat. Randi)
- 2017: Pentru liniște (feat. El Nino)
- 2018: Sangria
- 2022: Rumba (feat. Johnny Made This, Matteo & Juno)
- 2022: Soare (feat. Ruby)
- 2022: Puerto Rico
- 2022: Nu Mă Mai
- 2023: La Mal (feat. Cabron)
- 2023: Aripi
- 2023: Nimeni nu ne poate despărți (feat. Juno)
- 2023: ULELELE
- 2023: Zori de Ziua (feat. La Familia)
- 2023: Tot la tine mă intorc